# Odorico Monteiro
Luiz Odorico Monteiro de Andrade (Arneiroz, 11 de agosto de 1961), é um médico, professor, pesquisador e político brasileiro. Foi filiado ao Partido dos Trabalhadores (PT) por mais de 30 anos, teve uma breve passagem no Partido Republicano da Ordem Social (PROS) e atualmente, está no Partido Socialista Brasileiro (PSB). 
Exerceu o cargo de Deputado Federal, eleito para o mandato 2015-2018 com 121.640 votos, representando o estado do Ceará. Antes, foi secretário municipal de saúde por 20 anos, em Icapuí, Quixadá, Sobral e Fortaleza, além de ser um dos responsáveis pela implantação do Programa Mais Médicos no Ceará. Nas eleições de 2018, não conseguiu ser reeleito, ficando na segunda suplência de sua coligação.

## Biografia
Nasceu em Arneiroz, localizada na região Sertão dos Inhamuns do Ceará. Desde cedo, aprendeu a ter a água como um bem maior, e, adquiriu, por herança, a resistência e a coragem do sertanejo. A experiência de ser secretário municipal de saúde por 20 anos, o fez apaixonar ainda mais pela Saúde Pública, pelo Sistema Único de Saúde (SUS).
Em Iguatu, iniciou as atividades profissionais como comerciário e menor estagiário do Banco do Brasil. Em 1979, começa a luta no movimento estudantil da cidade. Foi presidente do Centro Cívico Manoel Carlos de Gouvea e atuou na União Iguatuense de Universitários. Conseguiu, com a militância, a implantação do ensino médio no Centro Educacional Cenecista Ruy Barbosa. Anos depois, foi homenageado com o título de cidadão Iguatuense. 
Como consequência de sua militância, ingressa no Partido dos Trabalhadores (PT) em 1980, sendo assim, um de seus fundadores no estado. Cursou medicina na Universidade Federal do Ceará (UFC), de 1982 a 1988. Enquanto estudante, esteve em 1986 como delegado da União Nacional dos Estudantes (UNE) na 8ª Conferência Nacional de Saúde, e foi o criador da Direção Executiva Nacional dos Estudantes de Medicina (DENEM). 
Odorico se tornou Secretário Municipal de Saúde de diferentes cidades: Secretário da cidade de Icapuí (Ceará, 1988-1992) na gestão de Dedé Teixeira (PT); da cidade de Quixadá (Ceará, 1993-1996) na gestão de Ilário Marques (PT) e da cidade de Sobral (Ceará, 1997-2004) após receber o convite de Cid Gomes (na época, eleito pelo PSDB). Em 2005, foi convidado por Luizianne Lins (PT) para assumir a Secretaria de Saúde do município de Fortaleza (cargo que ocupou até 2008).
Em Icapuí, proporcionou o início da Municipalização da Saúde. Implantou um Sistema de Saúde reconhecido pela Organização Mundial da Saúde (OMS), como uma das experiências mais exitosas de Sistemas Locais das Américas, além de um dos primeiros fundo municipais do Brasil. A prestação de contas do uso do dinheiro público, ficava exposta em um muro da cidade, mensalmente. A gestão transparente e o zelo pelo uso correto do dinheiro eram diretrizes de como gerir o SUS, precursora de várias políticas existentes hoje por todo país.
Em Quixadá, criou e implantou com o então prefeito Ilário, o Programa Saúde da Família (PSF) e o apresentou ao Ministério da Saúde, que o adotou como política pública e estendeu a todo o Brasil em 1994, entre os governos de Itamar Franco e Fernando Henrique. Implantou também um dos primeiros Centros de Atenção Psicossocial (CAPS), responsável para atenção às pessoas com problemas de saúde mental, e o primeiro serviço de psiquiatria em hospital geral do Nordeste.
Em Sobral, universalizou a política do PSF na cidade; implantou a primeira Escola de Formação em Saúde da Família do país (no Sistema Saúde Escola), o primeiro Centro de Especialidades Odontológicas (CEO) do Brasil e o Centro de Zoonozes da cidade; criou o Projeto "Trevo de Quatro Folhas", que reduziu a mortalidade infantil e neonatal, e foi um dos professores fundadores da Faculdade de Medicina da UFC.
Já em Fortaleza, como secretário de saúde no primeiro governo de Luizianne Lins, realizou concurso público para médicos, enfermeiros e dentistas da Estratégia Saúde da Família, tendo empossado 950 profissionais em um só dia. Além disso, realizou uma Seleção Pública para 2.627 agentes comunitários de saúde e 1.500 agentes de endemias, contratou 350 novas equipes do PSF e de saúde bucal, e implantou 14 Centros de Atenção Psicossocial (CAPS) por toda cidade.
Convidado pela então presidenta Dilma Rousseff e pelo então ministro da saúde Alexandre Padilha, assumiu a Secretaria de Gestão Estratégica e Participativa do Ministério da Saúde, ficando no cargo entre 2011 e 2014. Implantou o número 136 para a Ouvidoria do SUS; fortaleceu as Políticas de Promoção da Equidade voltadas às populações Negra, LGBT, do Circo, Cigana, do Campo, Floresta e Águas e em situação de rua para garantir a ampliação da justiça social; estruturou os Sistemas de Gestão do SUS (E-SUS Hospitalar, Atenção Básica, SAMU); reestruturou o Sistema Cartão Nacional de Saúde e garantiu o registro do nome social; e foi um dos principais responsáveis pela implantação do Programa Mais Médicos, que beneficiou 50 milhões de pessoas, coordenando-a no estado do Ceará, onde atendeu a aproximadamente 3 milhões de habitantes, tendo 1.005 médicos e médicas atuando em 167 municípios.

## Carreira Política
Foi eleito deputado federal em 2014, para a 55.ª legislatura (2015-2019), pelo Partido dos Trabalhadores (PT). Em 17 de abril de 2016, Odorico Monteiro votou contra a abertura do processo de impeachment de Dilma Rousseff. Posteriormente, votou contra a PEC do Teto dos Gastos Públicos. Em abril de 2017 votou contra a Reforma Trabalhista. Em agosto de 2017 votou a favor do processo em que se pedia abertura de investigação do então Presidente Michel Temer.

### Atividades Parlamentares (55ª Legislatura):[1]
- Atuou como membro titular da Comissão de Seguridade Social - CSSF (2015-2016); Comissão Especial da Zona Franca do Semiárido Nordestino (2015-2019); Comissão Especial sobre Crise Hídrica no Brasil; Comissão Especial sobre Reforma Política; Comissão Externa da Transposição do Rio São Francisco; dentre várias outras.
- Foi escolhido como suplente nas seguintes comissões: Comissão de Ciência e Tecnologia, Comunicação e Informática - CCTCI (2015-2016); Comissão de Constituição e Justiça e de Cidadania - CCJC (2015-2016); Comissão de Segurança Pública e Combate ao Crime Organizado - CSPCCO (2015-2016); Comissão de Educação - CE (2015-2016); Comissão de Turismo - CTUR (2015-2016); Comissão Especial: PEC 182/07 - Comissão da Reforma Política (2015); Comissão de Ética; dentre outras.

### Atividades Profissionais e Cargos Públicos[1]
Além de sua experiência em Secretarias Municipais de Saúde, Odorico é Professor Adjunto da Universidade Federal do Ceará, desde 2001 (Campus de Sobral). Desde 2012, é também pesquisador especialista em Ciência, Tecnologia, Produção e Inovação em Saúde Pública da Fundação Oswaldo Cruz (FIOCRUZ). Também foi Presidente do Conselho Nacional de Secretários Municipais de Saúde, entre 2003 e 2005; e Diretor-Presidente do Instituto Centro de Ensino Tecnológico (CENTEC), entre 2010 e 2011.
Após a derrota eleitoral de 2018, quando tentou a reeleição para deputado federal pelo PSB e ficou na condição de segundo suplente da coligação, Odorico voltou a exercer suas funções de Professor e Pesquisador no curso de Medicina da UFC e na Fiocruz-Ceará.
Em 2019, o governador Ibaneis Rocha (MDB-DF) convidou o irmão de Odorico, o advogado Valdetário Monteiro, para chefiar a Casa Civil do Distrito Federal. Valdetário é ex-conselheiro do CNJ e ex-presidente da OAB-CE.

## Formação[1]
- Medicina, Universidade Federal do Ceará, BRASIL, Fortaleza, CE, 1982-1988;
- Residência Médica em Medicina Preventiva, Secretaria de Saúde, BRASIL, Fortaleza, CE, 1988-1990;
- Mestrado em Saúde Pública, Universidade Federal do Ceará, BRASIL, Fortaleza, CE, 1994-1997;
- Doutorado em Saúde Coletiva, Unicamp, BRASIL, Campinas, SP, 2000-2004;
- Pós-Doutorado em Saúde, Universidade de Montreal, CANADA, Montreal, 2009-2010.

## Ver Também
- Livros publicados
- Entrevista Revista RADIS - Fundação Fio Cruz
- Perfil do portal científico ResearchGate